# Sphecodes strandi
Sphecodes strandi là một loài Hymenoptera trong họ Halictidae. Loài này được Meyer mô tả khoa học năm 1920.